# Lunda (volk)
De Lunda (ook bekend als Balunda, Luunda of Ruund) zijn een Bantu-volk dat zijn oorsprong vindt in het huidige Democratische Republiek Congo, langs de Kalanyi-rivier. In de 17e eeuw vormden zij onder leiding van hun heerser, Mwata Yamvo (ook bekend als Mwaant Yav), het Koninkrijk Lunda, met Musumba als hoofdstad.
Vanuit dit gebied verspreidden de Lunda zich breeduit door Katanga en verder naar Oost-Angola, noordwestelijk Zambia (waar de Kanongesha-Lunda en de Ishindi-Lunda zich vestigden), Gabon, de Republiek Congo en de Luapula-vallei in Zambia, waar de Oostelijke Lunda of Kazembe-Lunda zich vestigden.

## Geschiedenis
De Lunda waren bondgenoten van de Luba, en hun migraties en veroveringen leidden tot het ontstaan van verschillende volkeren, zoals de Luvale aan de bovenloop van de Zambezi en de Kasanje aan de bovenloop van de Kwango-rivier in Angola.
Het kerngebied van de Lunda was rijk aan natuurlijke hulpbronnen, zoals rivieren, meren, bossen en savannes. De bevolking leefde van visserij en landbouw en kende voorspoed. Ze verbouwden maïs, gierst, yam, sorghum, pompoenen, bonen, zoete aardappelen, oliepalmen en tabak, en dronken palmwijn. De handelaren van de Lunda kwamen in contact met de Portugezen en met Arabische en Swahili-handelaren uit Oost-Afrika. Ze speelden een grote rol in de slaven- en ivoorhandel, waarbij goederen en mensen vanuit Centraal-Afrika naar de kust werden geëxporteerd.
De Lunda geloofden in Nzambi of Nzamb Katang als de Opperste Schepper van de wereld. Hun religie richtte zich echter niet direct tot Nzambi, maar via de geesten van hun voorouders. De koningen van de Lunda hadden doorgaans twintig tot dertig vrouwen.
De Lunda maakten gevangenen van adolescenten uit overwonnen volkeren en veranderden hen in slaven, herkenbaar aan een ijzeren halsband. Deze halsband werd pas afgenomen wanneer de slaaf het afgehakte hoofd van een vijand van het koninkrijk aan de koning presenteerde. Na deze daad werden ze volledig opgenomen in de Lunda-samenleving.
Na 1608 voerden de Lunda verschillende aanvallen uit op de Mbundu, wat leidde tot een oorlog tussen het Koninkrijk Ndongo en de Lunda. Na de nederlaag van Ndongo baseerden de Lunda hun dieet op het vee en de varkens die ze hadden geroofd en genereerden inkomsten door Mbundu-gevangenen als slaven aan Portugese handelaren te verkopen. Hierdoor vestigden ze zich definitief in bepaalde gebieden, ontwikkelden ze een familiestructuur zoals in veel andere samenlevingen (huwelijk en kinderen) en groeiden ze uit tot een machtig rijk dat voor een deel afhankelijk was van slavenhandel, zowel op kleine als grote schaal. In de 19e eeuw werd de slavenhandel echter opgegeven toen slavernij werd verboden door de Europeanen na de Koloniale Conferentie van Berlijn.

## Demografie
Tegenwoordig bestaat het Lunda-volk uit honderden subgroepen, zoals de Akosa, Imbangala en Ndembu. In Angola leven ongeveer 800.000 mensen, in Congo 1,1 miljoen en in Zambia 600.000. De meesten spreken de Lunda-taal, Chilunda, behalve de Kazembe-Lunda die de Bemba-taal van hun buren hebben overgenomen.

## Bekende Lunda
- Moïse Tshombe, president van de secessionistische staat Katanga en later premier van de Democratische Republiek Congo

## Verder lezen
- Pritchett, James Anthony (2001). De Lunda-Ndembu : stijl, verandering en sociale transformatie in Zuid-Centraal Afrika . Madison: Universiteit van Wisconsin.
- Pritchett, James Anthony (2007). Vrienden voor het leven, vrienden voor de dood: cohorten en bewustzijn onder de Lunda-Ndembu . Charlottesville: Universiteit van Virginia.